# Вишковце
Вишковце (слч. Vyškovce) насељено је мјесто са административним статусом сеоске општине (слч. obec) у округу Стропков, у Прешовском крају, Словачка Република.

## Становништво
| Година:    | 1994. | 2004.   | 2014.   | 2024.    |
| ---------- | ----- | ------- | ------- | -------- |
| Број људи: | 144   | 145     | 138     | 119      |
| Разлика:   |       | +0,69 % | -4,82 % | -13,76 % |

| Година:    | 2023. | 2024.   |
| ---------- | ----- | ------- |
| Број људи: | 120   | 119     |
| Разлика:   |       | -0,83 % |

Према подацима о броју становника из 2024. године насеље је имало 119 становника.